# Fuso (schip, 1915)
De Fuso (Japans: 扶桑, Fusō) was een van de eerste slagschepen van de Japanse Keizerlijke Marine. De naam is een verwijzing naar een oude benaming voor Japan.

## Beschrijving
De Fuso-klasse bestond uit twee schepen, de Fuso en de Yamashiro. Deze klasse was afgeleid van de schepen uit de Kongo-klasse, bestaand uit de Haruna, Kongo, Hiei en Kirishima. De Fuso-klasse was bewapend met twaalf 356mm-kanonnen opgesteld in zes dubbelloopskoepels op de hartlijn van het schip. Het schip werd besteld bij de marinewerf van Kure Kaigun Kosho op 11 maart 1912 en te water gelaten op 28 maart 1914. De Fuso werd officieel in dienst genomen op 18 november 1915. Het schip had een waterverplaatsing van 39.154 ton en was 192 meter lang. Het slagschip kon na de aanpassing tussen de Eerste en de Tweede Wereldoorlog 25 knopen varen en had een bemanning van 1400 man.

## Eerste Wereldoorlog
Tijdens de Eerste Wereldoorlog was de Fuso niet aanwezig bij de belangrijkste zeeslagen, omdat zij werd gebruikt voor het escorteren van konvooien en andere werkzaamheden. Ondanks alle aanpassingen tussen de Eerste en de Tweede Wereldoorlog, waarbij het schip onder andere een pagodemast kreeg, vond de Japanse marine de schepen uit de Fuso-klasse te langzaam.

## Tweede Wereldoorlog
De Fuso werd op 18 april 1942 opgeroepen om de Amerikaanse schepen in te halen die de Doolittle Raid op Japan hadden uitgevoerd. Op 8 juni 1943 werd het schip naar Hashirajima gestuurd om de 353 overlevende scheepslieden van het geëxplodeerde schip Mutsu op te halen. Het nam ook deel aan het versterken van de troepenmacht op Truk in augustus 1943 en op Biak in juni 1944. De Fuso maakte samen met haar zusterschip Yamashiro bij de Slag in de Golf van Leyte deel uit van de zuidelijke groep onder de Japanse admiraal Shoji Nishimura.
Tijdens de slag in de straat van Surigao op 25 oktober 1944, om 9 minuten over 3 's ochtends, werd de Fuso geraakt door een of twee torpedo's afgevuurd door de Amerikaanse torpedobootjager Melvin waardoor ze vlamvatte. Hierop trok ze zich terug uit het gevecht. Rond kwart voor 4 's ochtends explodeerden de magazijnen van de C- of de Q-geschutskoepel (of, waarschijnlijk, beide) waardoor de Fuso doormidden brak. Waarschijnlijk kwamen alle bemanningsleden hierbij om het leven. Het is mogelijk dat enkele drenkelingen de kust hebben bereikt en daar zijn gedood door leden van de inheemse bevolking die de Japanners vijandig gezind waren.

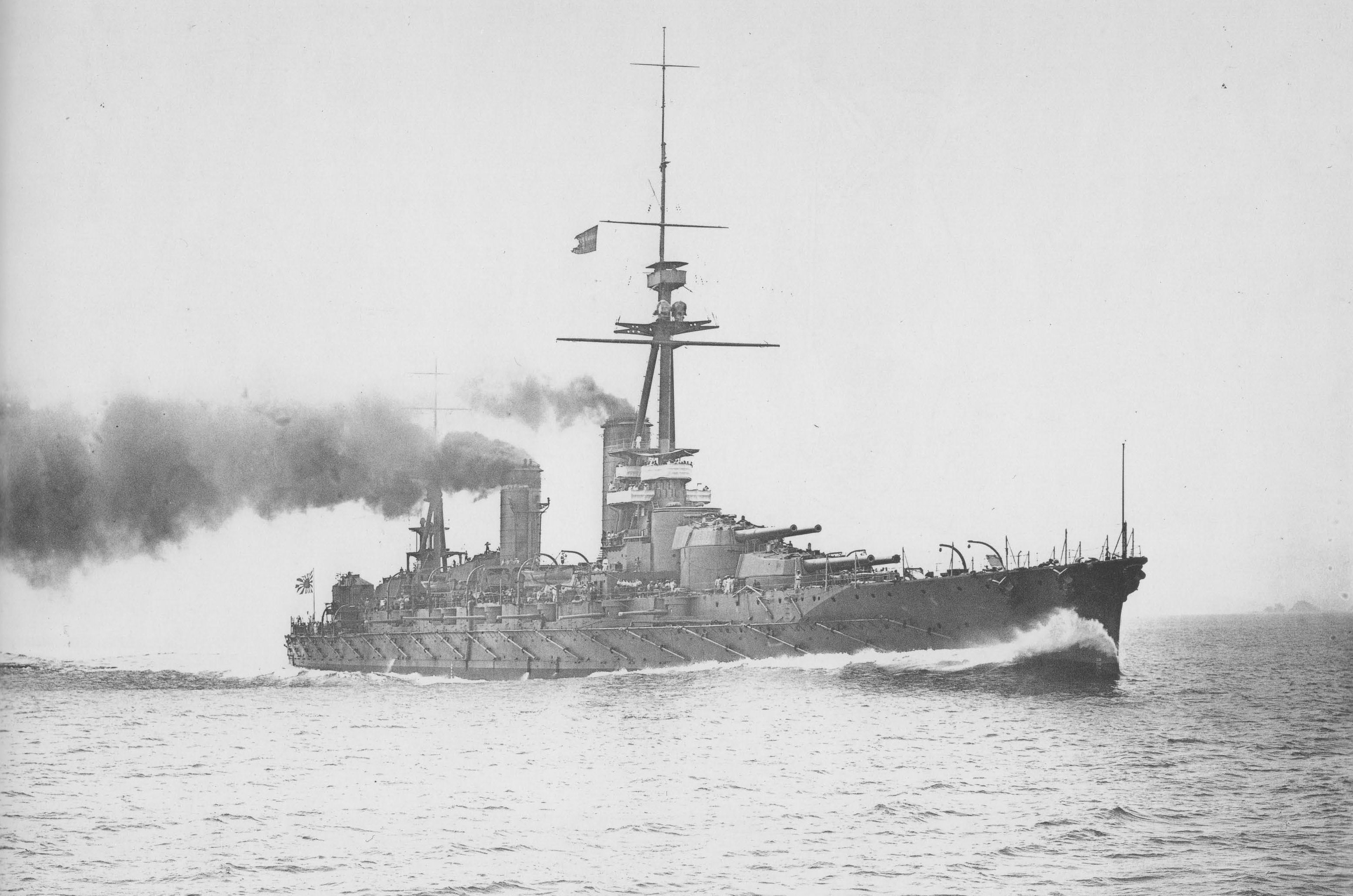
De Fuso in 1915 tijdens een testvaart
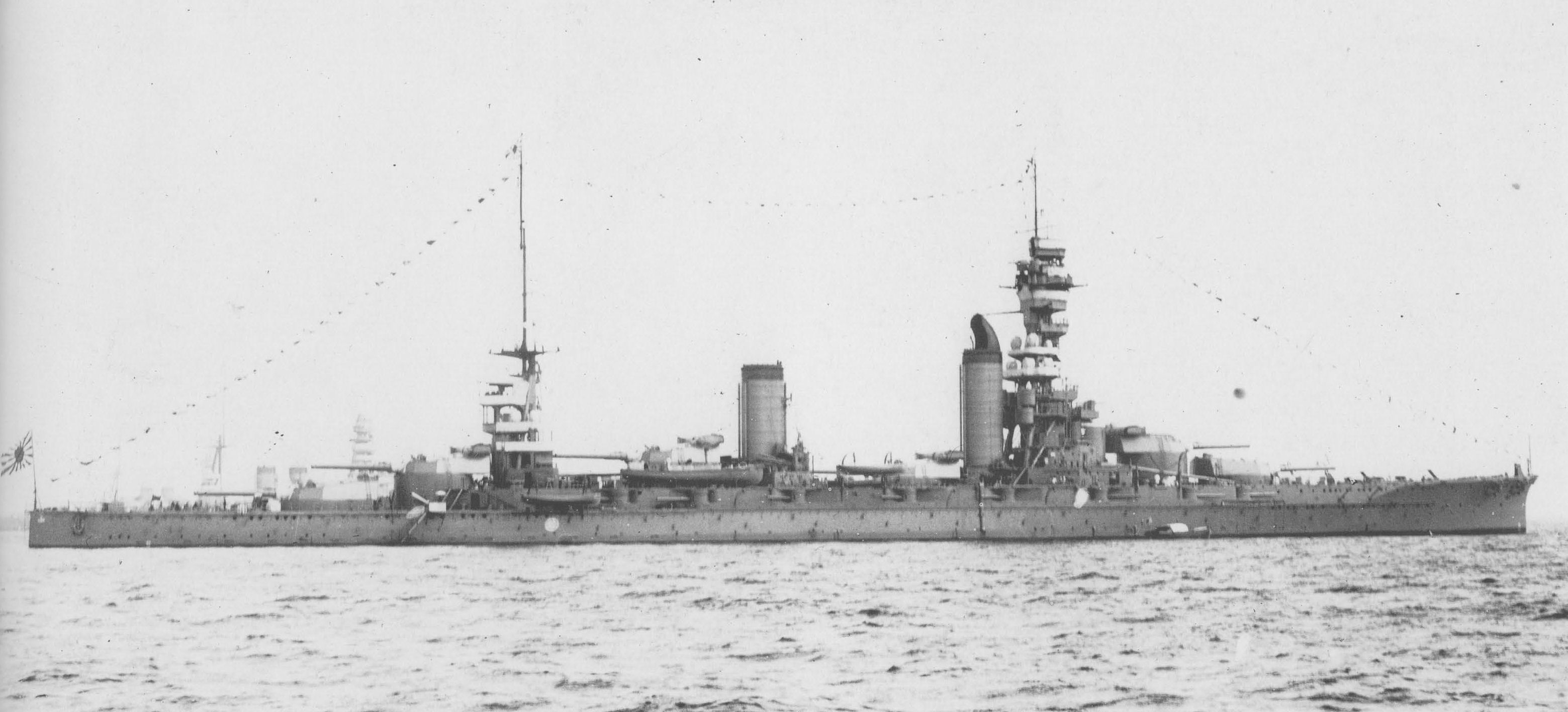
De Fuso voor anker in Yokohama in 1928
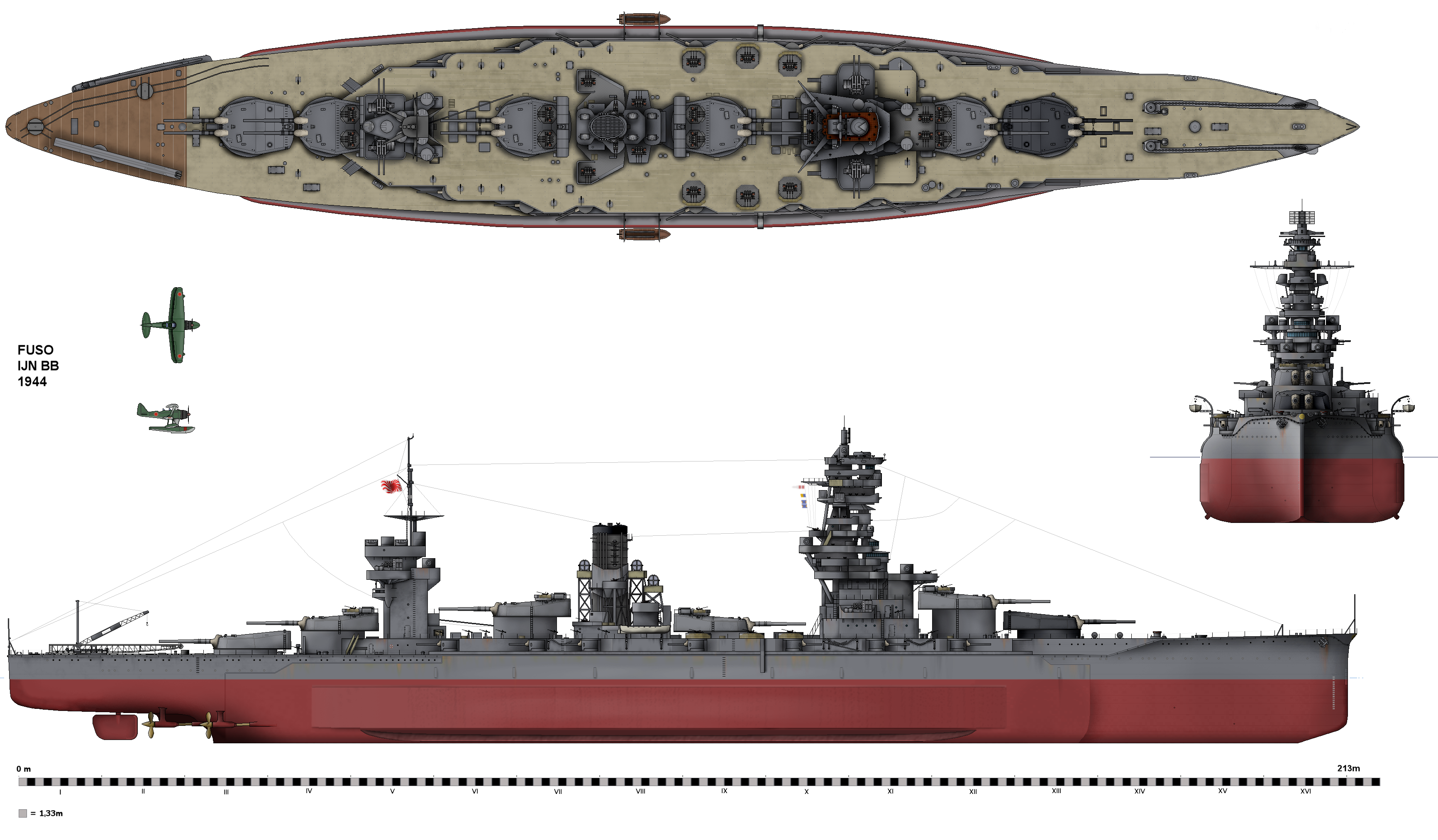
Tekening van de Fuso naar de situatie in 1944
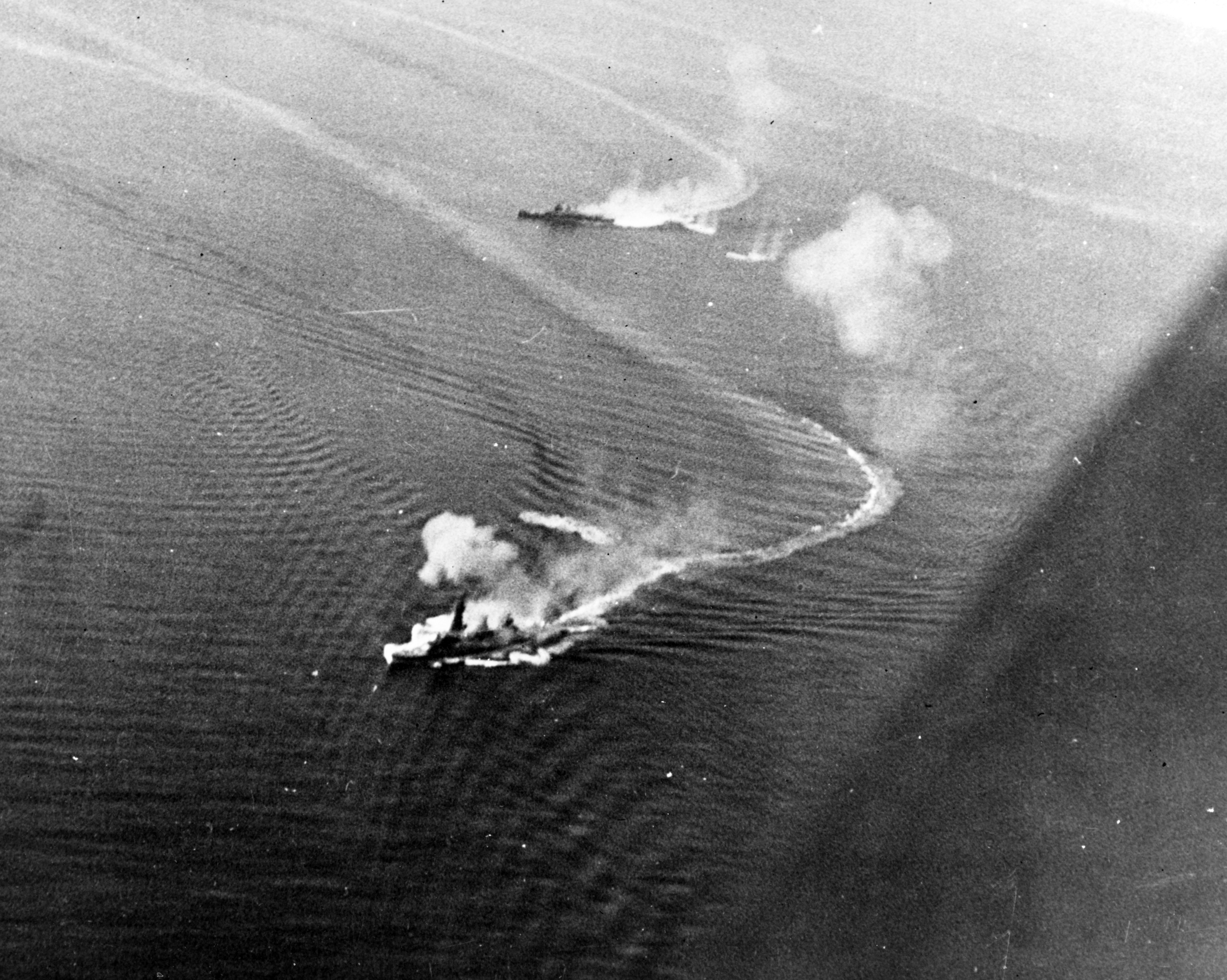
De Fuso (op voorgrond) tijdens de slag in de straat van Surigao

## Naslagwerk
- (en)  Skulski, Janusz (1998). The Battleship Fuso. Conway Maritime Press, London. ISBN 0-85177-665-5.